# Rhynchospora gageri
Rhynchospora gageri är en halvgräsart som beskrevs av Nathaniel Lord Britton. Rhynchospora gageri ingår i släktet småag, och familjen halvgräs.
Artens utbredningsområde är Kuba. Inga underarter finns listade i Catalogue of Life.